# Birgitta Bengtsson
Birgitta Kristina Bengtsson (ur. 16 maja 1965 w Mölnlycke) – szwedzka żeglarka sportowa. Srebrna medalistka olimpijska z Seulu.
Zawody w 1988 były jej jedynymi igrzyskami olimpijskimi. Po medal sięgnęła w rywalizacji kobiet w klasie 470. Partnerowała jej Marit Söderström. W tym samym roku były mistrzyniami świata. Żeglarką i olimpijką była również jej siostra Boel.